# Бедната Силвана
„Бедната Силвана“ (на испански: Silvana sin lana) е американска теленовела, продуцирана и излъчена от Телемундо през 2016 г., написана от Сандра Веласко. Това е оригинална история на Родриго Бастидас и Елена Муньос, адаптирана от Сандра Веласко и режисирана от Луис Манцо и Рикардо Шварц. Теленовелата е римейк на чилийската теленовела от 2014 г., Pituca sin lucas.
В главните роли са Марица Родригес, Карлос Понсе, Маримар Вега и Адриана Бараса.

## Сюжет
Силвана е заможна социалистка с три дъщери. Когато съпругът ѝ бяга от полицията, преди да бъде арестуван за измама, Чивис и семейството ѝ остават счупени и без дом. Тя е принудена да се премести в скромния квартал на работещите хора от средната класа. Тук тя среща своя съсед Мануел, който притежава бизнес с морски дарове, разположен на голям рибен пазар. Мануел, дъщеря му и трима сина са предпазливи към всички от висшето общество и имат проблеми с хора, които идват от тази социална класа. След като се срещнат обаче, привличането изгражда, но те правят всичко възможно да не нарушават баланса на техния живот и живота на техните семейства, като разликата в социалния статус е пречка за любовта, която изпитват.

## Актьори
- Марица Родригес – Силвана „Чивис“ Ривапаласиос де Галардо
- Карлос Понсе – Мануел Галардо
- Маримар Вега – Стела Перес
- Адриана Бараса – Тринидад „Трини“ Алтамирано де Ривапаласиос
- Марсела Гирадо – Мария Хосе Виласеньор
- Рикардо Абарка – Висенте Галардо
- Тали Гарсия – Мария де лос Анхелес Виласеньор
- Александра Помалес – Лусия Галардо
- Бриджит Боцо – Мария Гуадалупе Виласеньор
- Сантяго Торес – Педрито Галардо
- Патрисио Галардо – Хорхе Галардо
- Роберто Ескобар – Антонио Хосе Виласеньор
- Саманта Дагнино – Маргарита Ернандес
- Рори Роландер – Алфонсо „Пончо“ Арчундия
- Винс Миранда – Андрес Монтенегро
- Хавиер Валкарсел – Доминго „Доминик“ Гомес
- Едуардо Ибаррола – Дон Бенито де Мендоса
- Анинули Муньекас – Дженифър Годинез
- Марта Пабон – Лора де Монтенегро
- Ана Каролина Граялес – Алехандра
- Андрес Кортино – Хуанито
- Естефани Оливейра – Генесис Паз
- Габриел Тарантини – Бенджамин Гонсалес
- Карл Мердженталер – Рафаел Линарес
- Саманта Лопес – Хуанита Галардо
- Денис Новел – модница

## Премиера
Премиерата на Бедната Силвана е на 19 юли 2016 г. по Телемундо.

## Версии
- Pituca sin lucas, чилийска теленовела от 2014 г., продуцирана от Mega, създадена от Родриго Бастидас и Елена Муньос, с участието на Паола Волпато и Алваро Рудолфи.

## В България
В България теленовелата се излъчи през 2018 – 2019 г. по bTV Lady.